# ルノー・シェルパ 5
ルノー シェルパ 5（フランス語: Renault Sherpa 5）は、フランスのルノートラック・ディフェンス（現アルクース）が開発した軍用トラック。

## 概要
シェルパ5は、GBC 180汎用トラックの後継として開発され、2004年のユーロサトリで初公開された。
軍用輸送のほか、カエサル 155mm自走榴弾砲のベース車両としても使用されている。